# Zanfigué
Zanfigué é uma comuna rural da circunscrição de Cutiala, na região de Sicasso ao sul do Mali. Segundo censo de 1998, havia 10 571 residentes, enquanto segundo o de 2009, havia 14 841. A comuna inclui 11 vilas.